# Titus Statilius Optatus
Titus Statilius Optatus war ein im 2. Jahrhundert n. Chr. lebender Angehöriger des römischen Ritterstandes (Eques). Durch eine Inschrift sind einzelne Stationen seiner Laufbahn bekannt, die in der Inschrift als cursus inversus, d. h. in absteigender Reihenfolge wiedergegeben ist.
Die militärische Laufbahn des Optatus ging über die für einen Angehörigen des Ritterstandes üblichen Tres militiae hinaus. Er übernahm zunächst als Präfekt die Leitung einer Cohors I Lucensium. Danach diente er als Tribun in der Legio VI Ferrata, die im Osten des römischen Reiches eingesetzt war. Als dritte Stufe folgte der Posten eines Tribuns in der Legio VI Victrix, den er entweder in Germania inferior oder in Britannia antrat. Zuletzt wurde er Präfekt der Ala Afrorum, die in Germania inferior stationiert war.
Nach seiner militärischen Karriere übernahm Optatus zivile Funktionen in der Verwaltung. Er war als Procurator Augusti zuerst bei einem Census in der Provinz Britannien tätig, danach bei einem Census in einem Teil Galliens. Die beiden Posten waren mit einem Jahreseinkommen von 60.000 Sesterzen verbunden. Im Anschluss wurde er mit der Verwaltung der Eisenminen (procurator Augusti ferrariarum) betraut, vermutlich derjenigen in Gallien; dieser Posten war mit einem Jahreseinkommen von 100.000 Sesterzen verbunden.
Als Nächstes wurde ihm die Verwaltung des kaiserlichen Vermögens übertragen (procurator Augusti ad patrimonium); dieser Posten war mit einem Jahreseinkommen von 200.000 Sesterzen verbunden. Mit dieser Tätigkeit kam er in das direkte Umfeld des Kaisers, dem er auch mit seiner nächsten Aufgabe als procurator Augusti hereditatium verbunden blieb. Gleichzeitig wurde er als Flamen Carmentalis mit einem der rangniedrigeren Priesterämter in Rom betraut. Seine beiden letzten Ämter sind in der Inschrift nicht erhalten; wahrscheinlich übernahm er zuerst die Aufgaben des procurator Augusti a rationibus und danach die des praefectus annonae.
Die Inschrift wird bei der Epigraphik-Datenbank Clauss-Slaby auf 71/120 datiert. Hans-Georg Pflaum datiert den zivilen Teil der Laufbahn von Optatus in die Regierungszeit von Hadrian (117–138).